# Distrito de Tatabánya
El distrito de Tatabánya (húngaro: Tatabányai járás) es un distrito húngaro perteneciente al condado de Komárom-Esztergom.
En 2013 tiene 85 054 habitantes. Su capital es Tatabánya, que también es la capital del condado.

## Municipios
El distrito tiene una ciudad (en negrita), con estatus de ciudad de derecho condal, y 9 pueblos
(población a 1 de enero de 2013):
- Gyermely (1436)
- Héreg (1032)
- Környe (4418)
- Szárliget (2286)
- Szomor (1067)
- Tarján (2560)
- Tatabánya (67 406) – la capital
- Várgesztes (548)
- Vértessomló (1294)
- Vértesszőlős (3007)